# Grand Prix Espoo 2022
Grand Prix Espoo 2022 – szóste, a zarazem ostatnie w kolejności zawody łyżwiarstwa figurowego z cyklu Grand Prix 2022/2023. Zawody rozgrywano od 25 do 27 listopada 2022 roku w hali Espoo Metro Areena w Espoo.
W konkurencji solistów zwyciężył Amerykanin Ilia Malinin, zaś w konkurencji solistek Japonka Mai Mihara. W parach sportowych triumfowali Włosi Rebecca Ghilardi i Filippo Ambrosini, zaś w parach tanecznych reprezentanci Kanady Piper Gilles i Paul Poirier.

## Rekordy świata
| Rekordy świata (GOE±5) na moment rozpoczęcia zawodów (stan na 25 listopada 2022): | Rekordy świata (GOE±5) na moment rozpoczęcia zawodów (stan na 25 listopada 2022): | Rekordy świata (GOE±5) na moment rozpoczęcia zawodów (stan na 25 listopada 2022): | Rekordy świata (GOE±5) na moment rozpoczęcia zawodów (stan na 25 listopada 2022): | Rekordy świata (GOE±5) na moment rozpoczęcia zawodów (stan na 25 listopada 2022): | Rekordy świata (GOE±5) na moment rozpoczęcia zawodów (stan na 25 listopada 2022): |
| Konkurencja                                                                       | Segment                                                                           | Zawodnicy                                                                         | Punkty                                                                            | Zawody                                                                            | Data                                                                              |
| --------------------------------------------------------------------------------- | --------------------------------------------------------------------------------- | --------------------------------------------------------------------------------- | --------------------------------------------------------------------------------- | --------------------------------------------------------------------------------- | --------------------------------------------------------------------------------- |
| Soliści                                                                           | Nota łączna                                                                       | Nathan Chen                                                                       | 335,30                                                                            | Finał Grand Prix 2019                                                             | 7 grudnia 2019                                                                    |
| Soliści                                                                           | Program dowolny                                                                   | Nathan Chen                                                                       | 224,92                                                                            | Finał Grand Prix 2019                                                             | 7 grudnia 2019                                                                    |
| Soliści                                                                           | Program krótki                                                                    | Nathan Chen                                                                       | 113,97                                                                            | Zimowe igrzyska olimpijskie 2022                                                  | 10 lutego 2020                                                                    |
| Solistki                                                                          | Nota łączna                                                                       | Kamiła Walijewa                                                                   | 272,71                                                                            | Rostelecom Cup 2021                                                               | 27 listopada 2021                                                                 |
| Solistki                                                                          | Program dowolny                                                                   | Kamiła Walijewa                                                                   | 185,29                                                                            | Rostelecom Cup 2021                                                               | 27 listopada 2021                                                                 |
| Solistki                                                                          | Program krótki                                                                    | Kamiła Walijewa                                                                   | 90,45                                                                             | Mistrzostwa Europy 2022                                                           | 13 stycznia 2022                                                                  |
| Pary sportowe                                                                     | Nota łączna                                                                       | Sui Wenjing / Han Cong                                                            | 239,88                                                                            | Zimowe igrzyska olimpijskie 2022                                                  | 19 lutego 2022                                                                    |
| Pary sportowe                                                                     | Program dowolny                                                                   | Anastasija Miszyna / Aleksandr Gallamow                                           | 157,46                                                                            | Mistrzostwa Europy 2022                                                           | 13 stycznia 2022                                                                  |
| Pary sportowe                                                                     | Program krótki                                                                    | Sui Wenjing / Han Cong                                                            | 84,41                                                                             | Zimowe igrzyska olimpijskie 2022                                                  | 18 lutego 2022                                                                    |
| Pary taneczne                                                                     | Nota łączna                                                                       | Gabriella Papadakis / Guillaume Cizeron                                           | 229,82                                                                            | Mistrzostwa świata 2022                                                           | 26 marca 2022                                                                     |
| Pary taneczne                                                                     | Taniec dowolny                                                                    | Gabriella Papadakis / Guillaume Cizeron                                           | 137,09                                                                            | Mistrzostwa świata 2022                                                           | 26 marca 2022                                                                     |
| Pary taneczne                                                                     | Taniec rytmiczny                                                                  | Gabriella Papadakis / Guillaume Cizeron                                           | 92,73                                                                             | Mistrzostwa świata 2022                                                           | 25 marca 2022                                                                     |

## Wyniki

### Soliści
| Poz. | Zawodnik             | Nota łączna | SP | SP    | FS | FS     |
| ---- | -------------------- | ----------- | -- | ----- | -- | ------ |
| 1    | Ilia Malinin         | 278,39      | 2  | 85,57 | 1  | 192,82 |
| 2    | Shun Satō            | 262,21      | 3  | 81,59 | 2  | 180,62 |
| 3    | Kévin Aymoz          | 255,69      | 1  | 88,96 | 3  | 166,73 |
| 4    | Tatsuya Tsuboi       | 244,90      | 5  | 78,82 | 4  | 166,05 |
| 5    | Camden Pulkinen      | 229,92      | 7  | 72,45 | 5  | 157,47 |
| 6    | Nikolaj Majorov      | 209,55      | 8  | 69,94 | 6  | 139,61 |
| 7    | Arlet Levandi        | 209,50      | 6  | 72,67 | 7  | 136,83 |
| 8    | Keegan Messing       | 205,02      | 4  | 80,12 | 12 | 124,09 |
| 9    | Valtter Virtanen     | 204,02      | 9  | 69,15 | 8  | 134,87 |
| 10   | Aleksandr Selevko    | 199,47      | 11 | 66,96 | 10 | 132,51 |
| 11   | Lucas Tsuyoshi Honda | 197,90      | 10 | 67,92 | 11 | 129,98 |
| 12   | Moris Kwitiełaszwili | 196,80      | 12 | 62,42 | 9  | 134,38 |

### Solistki
| Poz. | Zawodniczka         | Nota łączna | SP | SP    | FS | FS     |
| ---- | ------------------- | ----------- | -- | ----- | -- | ------ |
| 1    | Mai Mihara          | 204,14      | 2  | 73,58 | 1  | 130,56 |
| 2    | Loena Hendrickx     | 203,91      | 1  | 74,88 | 3  | 129,03 |
| 3    | Mana Kawabe         | 197,43      | 6  | 64,07 | 4  | 128,36 |
| 4    | Rika Kihira         | 192,43      | 6  | 64,07 | 4  | 128,36 |
| 5    | Madeline Schizas    | 187,84      | 5  | 65,19 | 5  | 122,65 |
| 6    | Lindsay Thorngren   | 183,23      | 4  | 65,75 | 6  | 117,48 |
| 7    | Anastasija Gubanowa | 166,57      | 9  | 56,03 | 8  | 110,54 |
| 8    | Bradie Tennell      | 163,98      | 7  | 60,64 | 9  | 103,34 |
| 9    | Jenni Saarinen      | 155,64      | 8  | 59,69 | 11 | 95,95  |
| 10   | Janna Jyrkinen      | 154,45      | 12 | 42,89 | 7  | 111,56 |
| 11   | Linnea Ceder        | 151,91      | 10 | 55,63 | 10 | 96,28  |
| 12   | Eva-Lotta Kiibus    | 138,89      | 11 | 49,27 | 12 | 89,62  |

### Pary sportowe
| Poz. | Zawodnicy                              | Nota łączna | SP | SP    | FS | FS     |
| ---- | -------------------------------------- | ----------- | -- | ----- | -- | ------ |
| 1    | Rebecca Ghilardi / Filippo Ambrosini   | 189,74      | 1  | 67,31 | 1  | 122,43 |
| 2    | Alisa Jefimowa / Ruben Blommaert       | 170,75      | 4  | 62,46 | 2  | 108,29 |
| 3    | Anastasija Mietelkina / Daniił Parkman | 166,56      | 3  | 62,59 | 3  | 103,97 |
| 4    | Anastasija Smirnowa / Danyło Sijanycia | 165,12      | 2  | 62,01 | 4  | 102,11 |
| 5    | Darja Daniłowa / Michel Tsiba          | 146,15      | 5  | 56,41 | 6  | 89,74  |
| 6    | Nika Osipowa / Dmitry Epstein          | 138,10      | 6  | 47,97 | 5  | 90,13  |
| 7    | Anna Valesi / Manuel Piazza            | 129,02      | 8  | 44,36 | 7  | 84,66  |
| 8    | Greta Crafoord / John Crafoord         | 127,37      | 7  | 45,79 | 8  | 81,58  |

### Pary taneczne
| Poz. | Zawodnicy                                | Nota łączna | RD | RD    | FD | FD     |
| ---- | ---------------------------------------- | ----------- | -- | ----- | -- | ------ |
| 1    | Piper Gilles / Paul Poirier              | 219,49      | 1  | 87,80 | 1  | 131,69 |
| 2    | Kaitlin Hawayek / Jean-Luc Baker         | 202,46      | 2  | 80,93 | 2  | 121,53 |
| 3    | Juulia Turkkila / Matthias Versluis      | 191,79      | 4  | 75,06 | 3  | 116,73 |
| 4    | Christina Carreira / Anthony Ponomarenko | 188,80      | 3  | 76,20 | 4  | 112,60 |
| 5    | Natálie Taschlerová / Filip Taschler     | 186,39      | 5  | 74,60 | 5  | 111,79 |
| 6    | Carolane Soucisse / Shane Firus          | 175,63      | 6  | 72,38 | 7  | 103,25 |
| 7    | Yuka Orihara / Juho Pirinen              | 173,17      | 8  | 69,13 | 6  | 104,04 |
| 8    | Oona Brown / Gage Brown                  | 166,70      | 9  | 65,71 | 8  | 100,99 |
| 9    | Wang Shiyue / Liu Xinyu                  | 165,20      | 7  | 69,95 | 9  | 95,25  |
| 10   | Natacha Lagouge / Arnaud Caffa           | 151,63      | 10 | 60,07 | 10 | 91,56  |